# Arnebia fimbriata
Arnebia fimbriata là loài thực vật có hoa trong họ Mồ hôi. Loài này được Maxim. mô tả khoa học đầu tiên năm 1881.